# Psychotria amplifolia
Psychotria amplifolia är en måreväxtart som beskrevs av Ernst Adolf Raeuschel. Psychotria amplifolia ingår i släktet Psychotria och familjen måreväxter. Inga underarter finns listade i Catalogue of Life.